# Darkly, Darkly, Venus Aversa
Albums de Cradle of Filth
Godspeed on the Devil's Thunder
(2008) Evermore Darkly
(2011)
Darkly Darkly Venus Aversa est le neuvième album studio de Cradle of Filth, sorti le 1er novembre 2010, leur premier chez Peaceville Records.

## Formation
Par rapport au précédent opus, Cradle Of Filth a réintégré James McIlroy ((présent sur l'album Nymphetamine) à la guitare et s'est adjoint une nouvelle claviériste : Ashley Ellyllon.
- Dani Filth (vocaux) - Mouthpiece of Venus/Deceiving Highs
- Paul Allender (guitare) - Guitarlot On A Pedestal Exhibit A
- James McIlroy (guitare) - Guitarlot On A Pedestal Exhibit B
- Dave Pybus (basse) - Five Foul Strings From The Abyss
- Ashley Ellyllon (clavier) - Tinkle, Tinkle Little Scars
- Martin Skaroupka 'Marthus' (batterie) - Whiplash and Concussion

## Thème
L'histoire est un conte horrifique qui raconte la résurgence de Lilith (première femme d'Adam bannie du jardin d'Eden par Dieu car elle refusait d'avoir des rapports sexuels avec lui) dans une société moderne en tant que déité. les textes écrits par Dani Filth, très travaillés, parlent de sexe, d'érotisme et d'occulte. Des références sont faites sur l'époque victorienne, la mythologie grecque et les l'ordre des templiers. 

## Musique
Plus brutal, plus sombre et considérablement plus rapide, Darkly Darkly Venus Aversa dévoile un Cradle beaucoup moins symphonique et narratif, et ayant voulu garder une constance dans l’agressivité tout au long du disque, sans se perdre dans des intermèdes trop longs. Plus concis, les titres explosent instantanément en pleine face de l’auditeur avec un tranchant et une rugosité probablement jamais entendus chez le groupe. Sans instrumental comme de coutume chez Cradle, l’album se lance dès la première piste telle une furie à coup de blasts et de riffs thrash, les claviers d'Ashley Ellyllon se retrouvant quasiment seuls à porter les lignes mélodiques qui dévoilent un aspect héroïque et horrifique. L'utilisation plus importante qu'auparavant des cuivres renvoie un côté péplum. À côté de cela, quelques lignes plutôt rock’n’roll apportent un peu de swing dans ce matraquage qui amène jusqu’à la piste 5 où le groupe lève un peu le pied de la pédale de thrash. "The Persecution Song" rappelle le morceau le plus pop du précédent album "The Death of Love". Dès lors, l’opus gagne en diversité. Le chant féminin finit par apparaître, les guitares finissent par porter des leitmotivs, des breaks atmosphériques voire étranges viennent émailler certains titres. "Harlot on a Pedestal" titre digne de Cruelty, déploie sa classe et on tombe même sur un drôle de titre "Forgive Me Father" rock/metal très pop où Dani emploie une voix claire.

## Pistes
| 1.  | The Cult Of Venus Aversa          | 7:07 |
| 2.  | One Foul Step From The Abyss      | 4:53 |
| 3.  | The Nun With The Astral Habit     | 4:55 |
| 4.  | Retreat of The Sacred Heart       | 3:56 |
| 5.  | The Persecution Song              | 5:34 |
| 6.  | Deceiving Eyes                    | 6:32 |
| 7.  | Lilith Immaculate                 | 6:12 |
| 8.  | The Spawn of Love And War         | 6:19 |
| 9.  | Harlot on a Pedestal              | 5:09 |
| 10. | Forgive Me Father (I Have Sinned) | 4:33 |
| 11. | Beyond The Eleventh Hour          | 7:16 |

| 1. | Beast Of Extermination        |  |
| 2. | Truth And Agony               |  |
| 3. | Mistress From The Sucking Pit |  |
| 4. | Behind The Jagged Mountains   |  |

## Production
- Produit par Scott Atkins, Doug Cook et Dani Filth
- Mixage : Scott Atkins
- Ingénieurs du son : Scott Atkins et Doug Cook
- Avec la participation de Rupert Matthews et d'Andy Sneap
- Enregistré au "Monkey Puzzle House Studio," Woolpit, Suffolk, England, as Spring melted durant l'été 2010
- Mixé au "Backstage studios", Sneapy Hollow, Derbyshire, England, August 2010 E.H
- Artily, Artily, Venus Perverser... Scenes of raw debauch by Natalie Shau
- Modelles - Stella Mouzi, Natalie Shau
- livret du CD réalisé par Matt Vickers@Darkwave Art
- Photos du groupe réalisées par James Sharrock
- Styliste : Kerry West et Micka Agosta
- Maquillages - Sam Norman et Denise Kum
- Musique écrite par Paul Allender, James McIlroy, Mark Newby Robson, Ashley Ellyllon, Dave Pybus et Martin Skaroupka
- textes écrits par Dani Filth
- Publiés par Cradle Of Filth Music Ltd
- Orchestration réalisée par Mark Newby Robson
- Vocaux féminin - Lucy Atkins
- Haunted subtly by Dora Kemp
- Frightening Conductor / Arrangeur - Ralph Woodward
- Chœurs - Ruth McCabe, Tim Cutts, Craig Miller, Philippa Mann, Dora Kemp, Anna Asbach-Cullen
- Additional Guitar Soul - Andy James
- Tyrannagement - Fay Woolven at In Phase Management Ltd
- Maelstrom-to-come Booking Agents – Michael Arfin & Justin Hirschman at AGI(US), Paul Bolton at X-Ray Touring (Rest of World)
- chargé d'affaires - Tim Northrop, NMD Solicitors, U

## Sources
Chroniques de l'album sur VS-Webzine et Spirit Of Metal.